# Campeonato Panamericano de Judo de 1965
El V Campeonato Panamericano de Judo se celebró en Ciudad de Guatemala (Guatemala) en 1965 bajo la organización de la Unión Panamericana de Judo.
En total se disputaron cuatro pruebas diferentes, todas ellas en la categoría masculina.

## Resultados

### Masculino
| Evento            | Oro                            | Plata                         | Bronce                        |
| ----------------- | ------------------------------ | ----------------------------- | ----------------------------- |
| –68 kg            | Toshiyuki Seino Estados Unidos | Jesús Arredondo · México      | Rolando Aguilar · Guatemala   |
| –80 kg            | James Bregman Estados Unidos   | Gabriel Goldschmied · México  | Rodolfo Caceres Guam          |
| +80 kg            | Richard Walter Estados Unidos  | Philip Wronski Estados Unidos | Salvador Goldschmied · México |
| Categoría abierta | Doug Rogers · Canadá           | Salvador Goldschmied · México | David Canino Puerto Rico      |

## Medallero
| Núm. | País           | Oro | Plata | Bronce | Total |
| ---- | -------------- | --- | ----- | ------ | ----- |
| 1    | Estados Unidos | 3   | 1     | 0      | 4     |
| 2    | Canadá         | 1   | 0     | 0      | 1     |
| 3    | México         | 0   | 3     | 1      | 4     |
| 4    | Guam           | 0   | 0     | 1      | 1     |
| 4    | Guatemala      | 0   | 0     | 1      | 1     |
| 4    | Puerto Rico    | 0   | 0     | 1      | 1     |
|      | TOTAL          | 4   | 4     | 4      | 12    |